# Михаило Ристановић
Михаило Ристановић (Рожанство, 1887—1950) био је земљорадник, учесник Првог светског рата и носилац Карађорђеве звезде са мачевима.
Рођен је 1887. године у Рожанству, у породици сиромашних земљорадника Цвија и Кирине. Школу није похађао, али је временом сам научио да чита и пише. Од 1914. године учествовао је у ратним дејствима у саставу 2. чете 1. батаљона IV пешадијског пука и са том јединицом прошао сва ратишта, прешао Албанију и учествовао у пробоју Солунског фронта. У једној од акција био је рањен у обе ноге, тако да је проглашен за ратног војног инвалида.
По повратку из рата наставио је да живи са супругом Станицом, коју је оженио пре рата. Умро је 1950. године у Рожанству.